# The Liberator (periodico 1831)
The Liberator era un settimanale abolizionista fondato da William Lloyd Garrison nel 1831 e pubblicato ininterrottamente per 35 anni, dal 1º gennaio 1831 al 1º gennaio 1866.

## Storia
Benché la tiratura fosse di sole 3000 copie e tre quarti degli abbonati nel 1834 fossero afroamericani,, il giornale si guadagnò una certa fama a livello nazionale per il suo intransigente sostegno alla "immediata e completa emancipazione di tutti gli schiavi" negli Stati Uniti. Garrison dettò la linea del giornale nella sua famosa lettera aperta intitolata To the Public, pubblicata nel primo numero:
(William Lloyd Garrison, To the Public, dall'editoriale del primo numero di The Liberator, 1º gennaio 1831.)
The Liberator incontrò la resistenza di molti parlamenti e gruppi locali: ad esempio la Carolina del Nord accusò Garrison di essere un criminale, e la Vigilance Association di Columbia (Carolina del Sud) offrì una taglia di 1.500 dollari (pari a 25.957,20 dollari del 2005) per chi avesse identificato i distributori del giornale.
The Liberator continuò ad uscire per tre decenni dalla sua fondazione fino alla fine della Guerra civile americana. Garrison mise fine alla pubblicazione con un articolo di addio alla fine del 1865, quando la ratifica del tredicesimo emendamento della costituzione abolì la schiavitù negli Stati Uniti. Garrison scrisse nella sua rubrica:

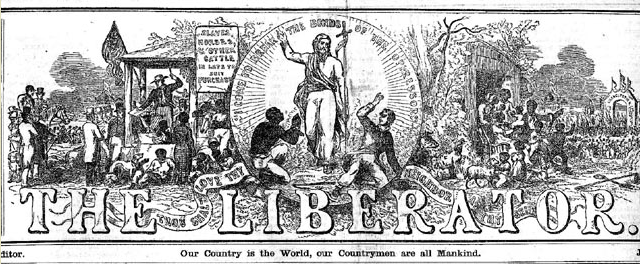
The Liberator, la testata nel 1850 (Realizzata da Hammatt Billings).

(William Lloyd Garrison, Valedictory, The Liberator, 29 dicembre 1865.)